# Rejdová
Rejdová je obec na Slovensku v okrese Rožňava.

## Kultura a zajímavosti

### Památky
- Evangelický kostel, jednolodní, původně renesanční stavba, s polygonálním ukončením presbytáře a představanou věží z první poloviny 17. století. Stavba byla upravována v roce 1692 a 1792. V interiéru se nachází hodnotné barokní zařízení, dřevěná malovaná empora z roku 1682, oltář z počátku 18. století s obrazem Poslední večeře, kazatelna a křtitelnice. Průčelí kostela je dekorované lizénami a nárožním zaoblením. Věž je členěna lizénami a kordonovou římsou, ukončena je korunní římsou s terčíkem a hodinami a barokní helmicí s laternou. Na věži jsou tři zvony, největší z nich o váze 1000 kg pochází z roku 1852 od zvonaře Alberta Littmana.

- Soubor lidových domů, jde o jednopodlažní bělené srubové stavby na půdorysu obdélníku se sedlovou šindelovou střechou s podloubím.

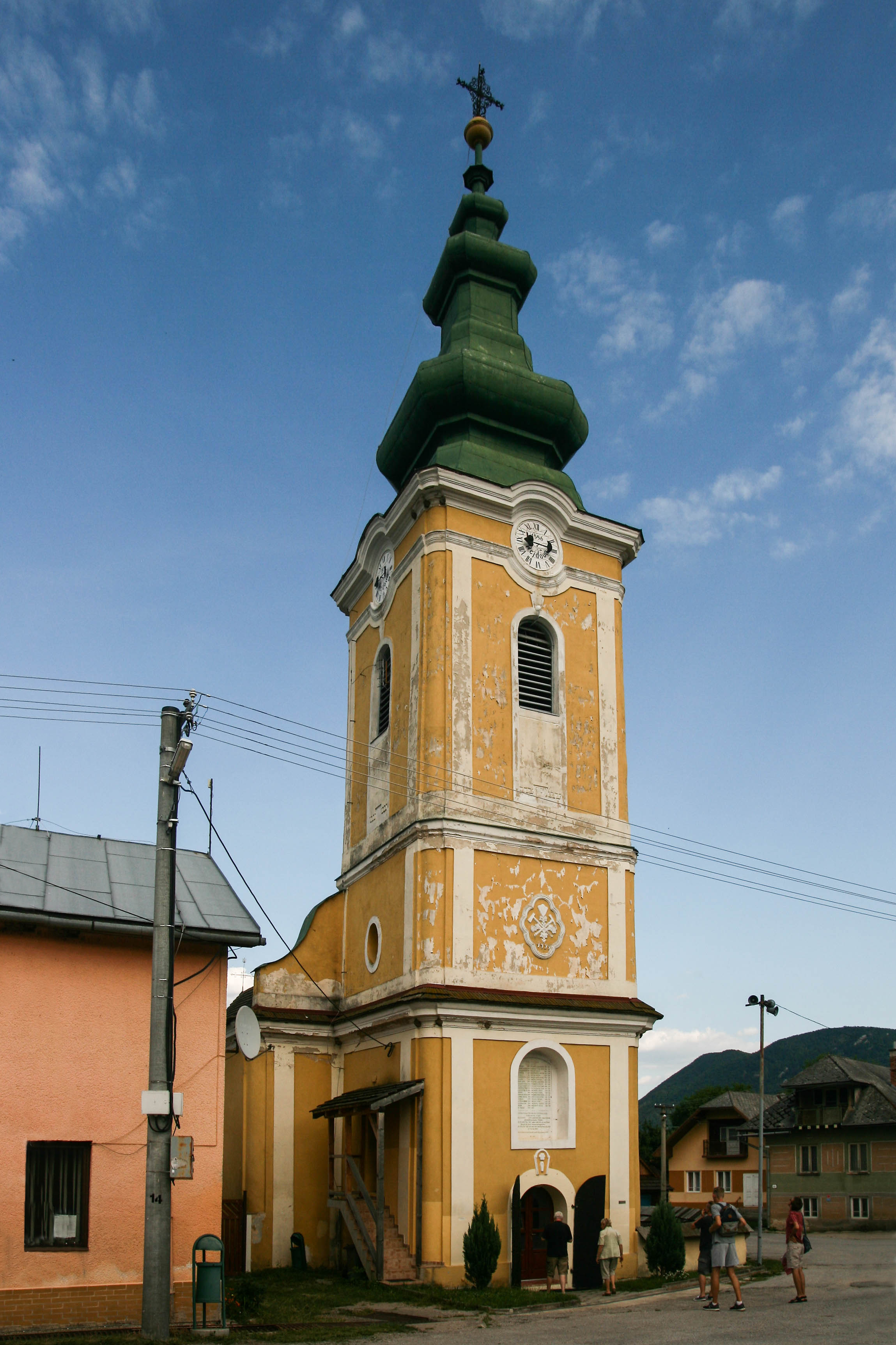
Evangelický kostel
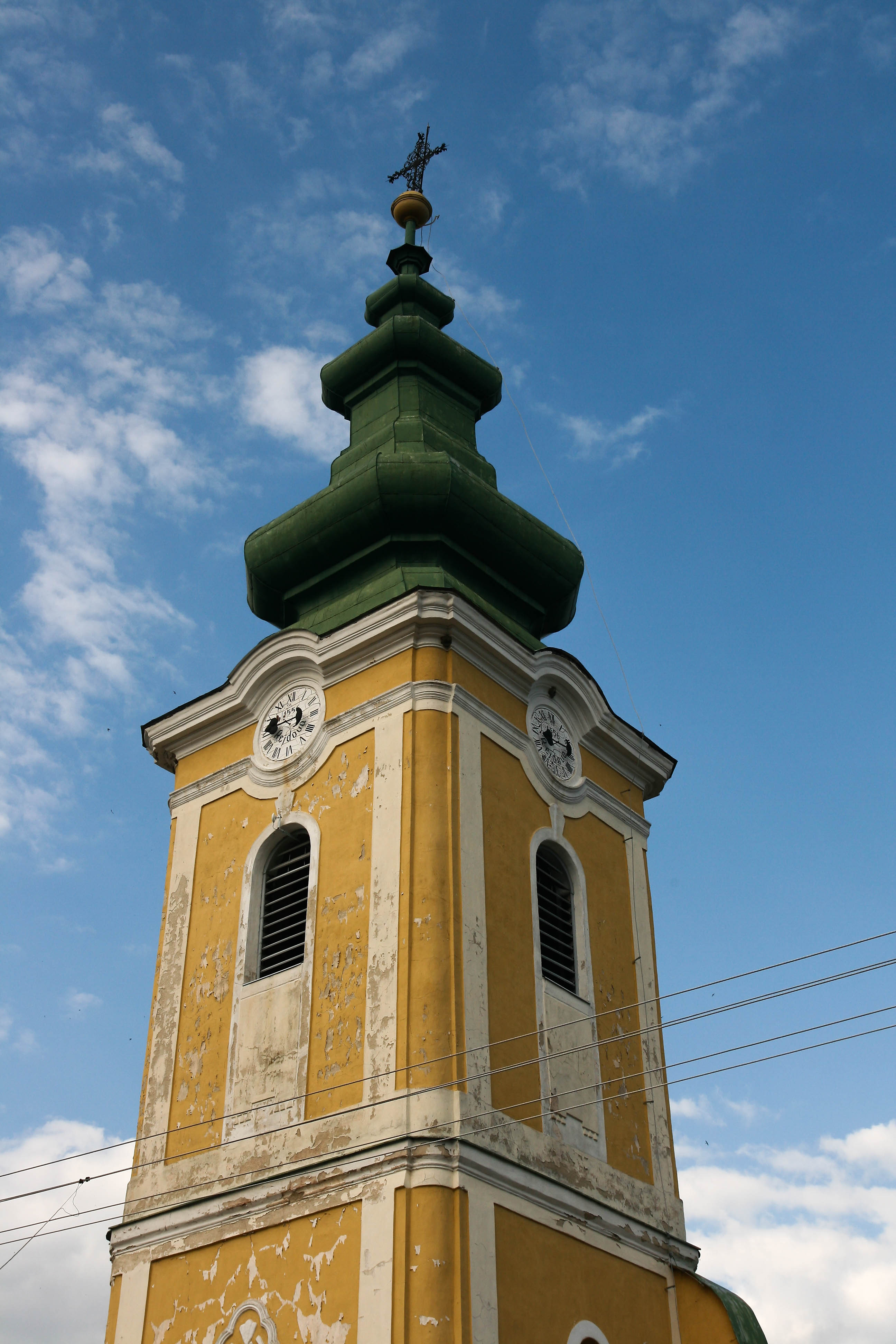
Věž kostela
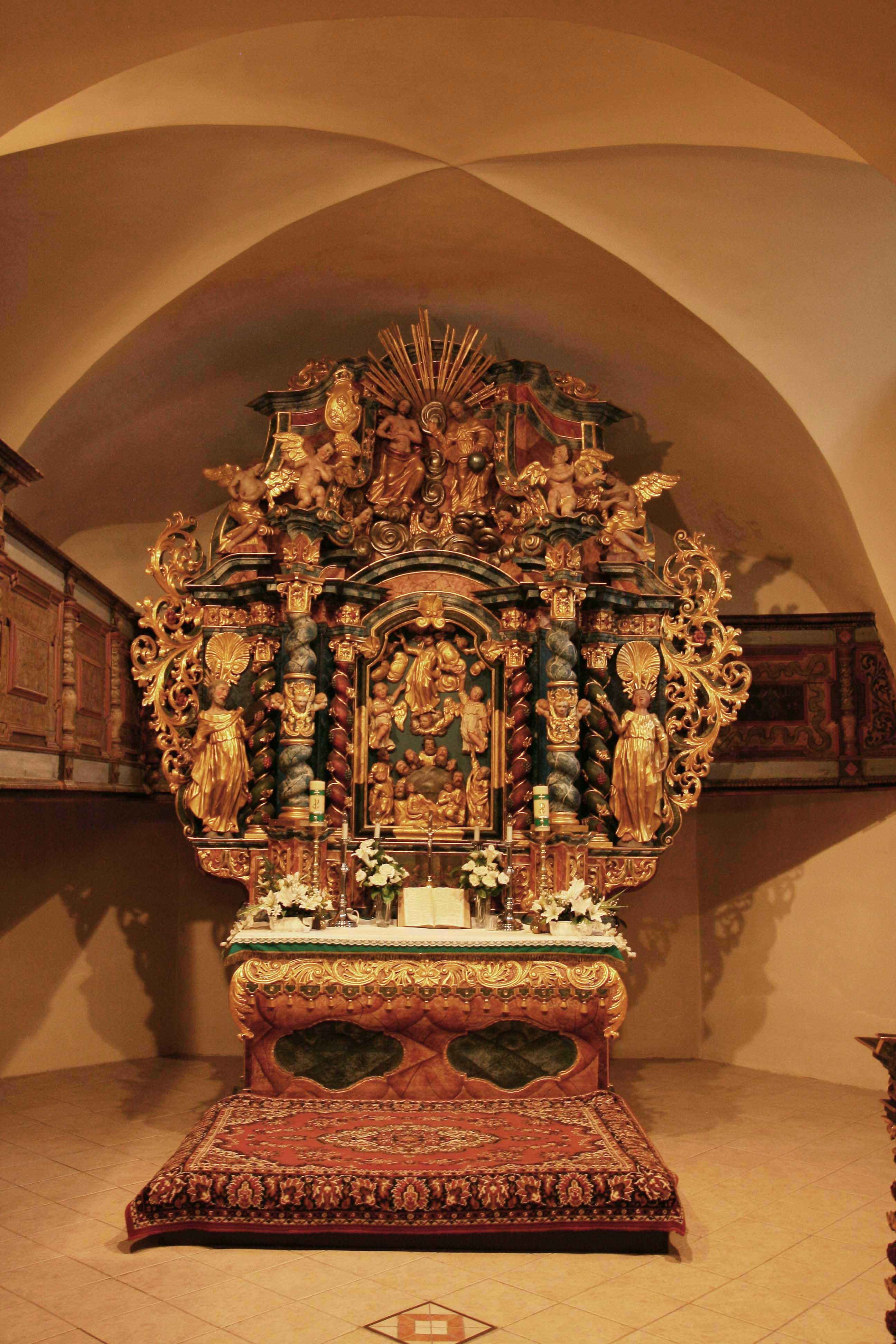
Interiér kostela
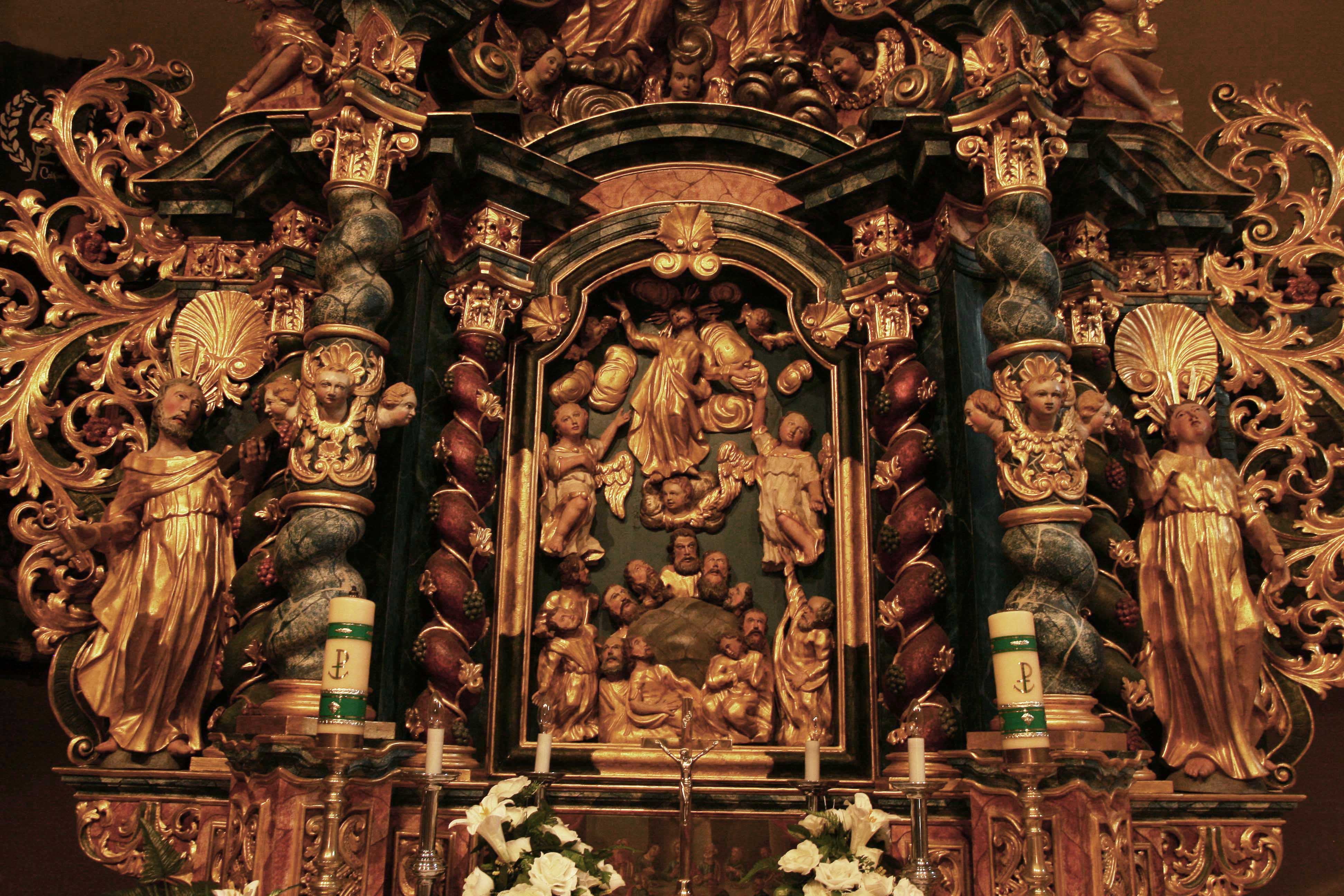
Detail oltáře
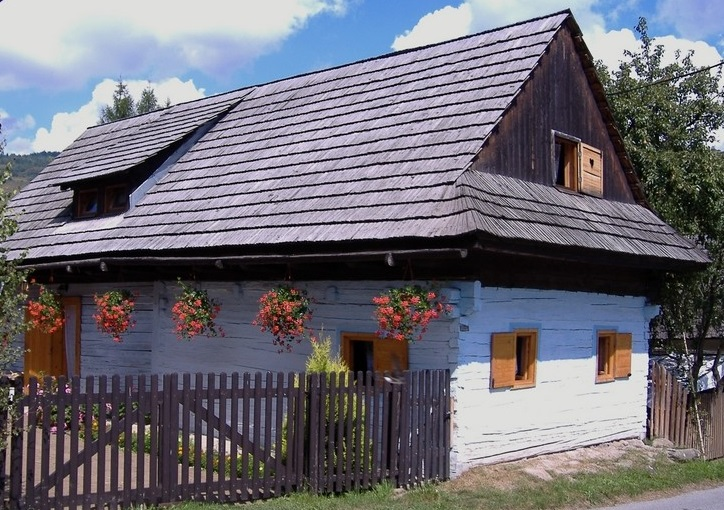
Lidová architektura v obci